# Robert Vintousky
Robert Claudius Vintousky (ur. 19 czerwca 1902 w Beaune, zm. 8 stycznia 1995 w Lamonzie-Montastruc) – francuski lekkoatleta, tyczkarz, olimpijczyk z Amsterdamu (1928).
Wystąpił na igrzyskach olimpijskich w 1928 w Amsterdamie, lecz odpadł w kwalifikacjach nie zaliczywszy żadnej wysokości. Na mistrzostwach Europy w 1934 w Turynie zajął 7.–9. miejsce, a na mistrzostwach Europy w 1938 w Paryżu 11. miejsce.
Vintousky był mistrzem Francji w skoku o tyczce w 1933 i 1935, wicemistrzem w tej konkurencji w 1927, 1929, 1931, 1937 i 1939 oraz brązowym medalistą w 1928, 1932 i 1934.
Trzykrotnie poprawiał rekord Francji w skoku o tyczce, doprowadzając go do wyniku 3,90 m, uzyskanego 13 października 1928 w Osace. Jego rekord życiowy pochodził z 1931 i wynosił 3,95 m.